# Comté de Savonlinna et de Kymenkartano
Le Comté de Savonlinna et de Kymenkartano (suédois : Savolax och Kymmenegårds län, finnois : Savonlinnan ja Kymenkartanon lääni) fut un Comté de l'Empire suédois de 1721 à 1775.

## Histoire
En 1721, après la Grande guerre du Nord, les parties méridionales du comté de Viipuri(suédois : Vyborg, finnois : Viipuri) et Savonlinna et du Comté de Käkisalmi (suédois : Käkisalmi, finnois : Kexholm) furent cédées à l'Empire russe par le Traité de Nystad.
Les parties septentrionales restantes  furent regroupées dans le Comté de Savonlinna et de Kymenkartano (en suédois : Savolax och Kymmenegårds län, en finnois : Savonlinnan ja Kymenkartanon lääni) dont le centre administratif était Lappeenranta. 
En 1743, après la nouvelle Guerre russo-suédoise de 1741-1743 une autre partie fut cédée à la Russie par le Traité d'Åbo. 
L'ensemble des territoires cédés devinrent une partie du Gouvernement de Vyborg, que l'on appela aussi la Vieille Finlande.
En 1775 le Comté fut séparé en deux parties:  
- Le comté de Savonlinna et de Carélie (en suédois : Savolax och Karelens län, finnois : Savonlinnan ja Karjalan lääni) et
- Le Comté de Kymenkartano (en suédois : Kymmenegårds län,en finnois : Kymenkartanon lääni).